# Monaro

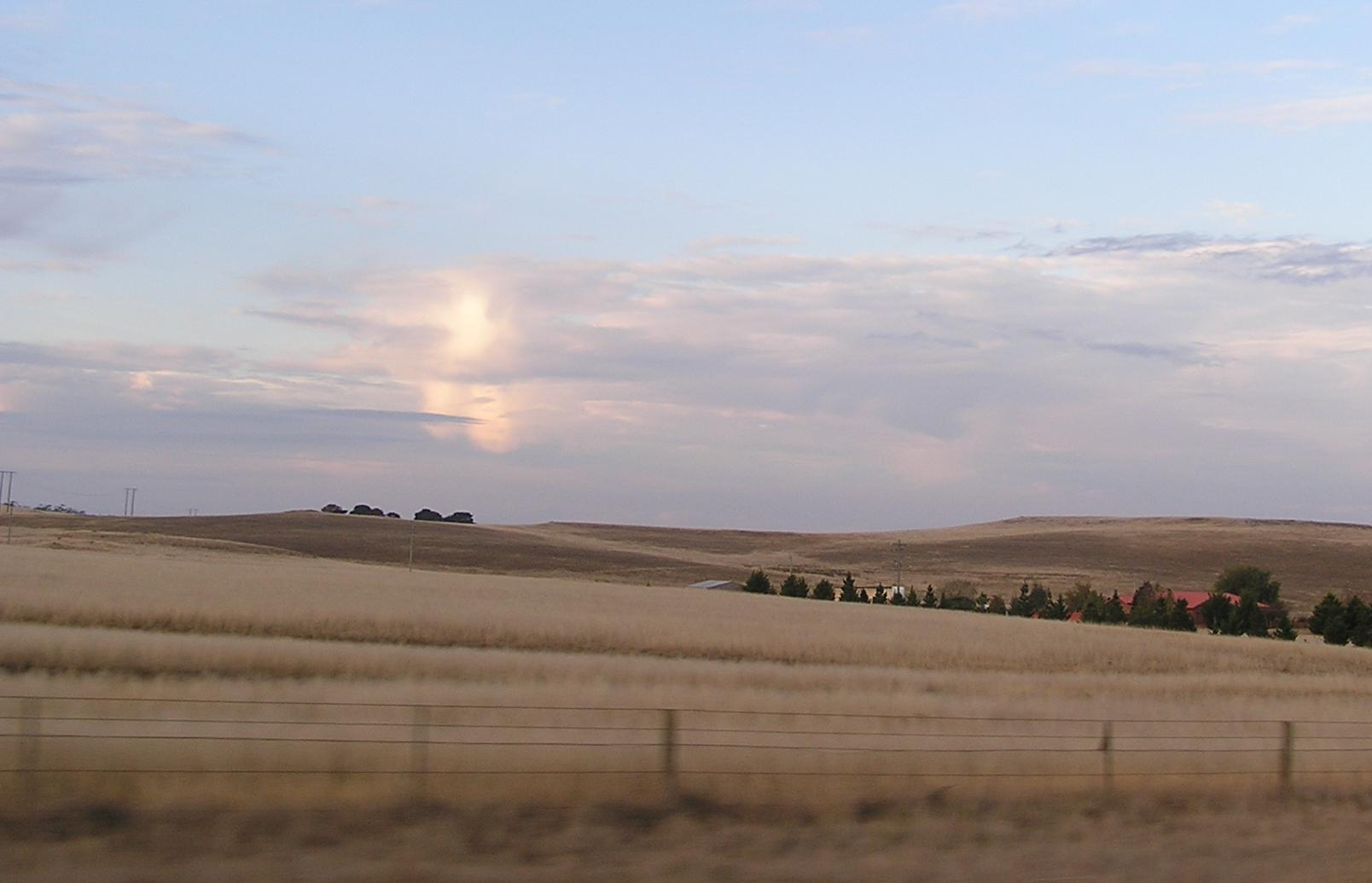
La région de Monaro entre Adaminaby et Cooma

Monaro (prononcer "mon-air'-ro") est le nom d'une région du sud de la Nouvelle-Galles du Sud, en Australie. Il faut y rattacher une petite zone du Victoria, près du parc national de la Snowy River ainsi que le Territoire de la capitale australienne qui est souvent considéré comme faisant partie de la région: la plupart des villes de la région ont des liens très étroits avec Canberra.
La région de Monaro est un plateau situé à environ 1 000 mètres d'altitude, qui s'étend de la vallée de la Murrumbidgee au nord au plateau d'Errinundra au sud et qui descend en pente brute vers la mer sur le côté Est. Une grande partie de la région est ancienne, mais il y a une zone de substratum basaltique près de Cooma et de Nimmitabel qui donne les seuls tchernozioms de l'ensemble du continent, qui sont quelques-unes des meilleures terres d'Australie. Ailleurs, les sols granitiques sont fortement lessivés et très infertiles, portant une végétation de forêt sèche avant d'avoir été transformés en pâturages.
Parce que la région est située à l'est des Snowy Mountains, les vents d'est apportent neige et pluie sur les montagnes de la région. Les précipitations annuelles vont de 430 millimètres autour de Dalgety à 700 millimètres à l'extrémité orientale du plateau où des tempêtes cycloniques occasionnelles peuvent donner des précipitations extrêmement abondantes - ainsi, en un seul jour en juin 1975, Nimmitabel a reçu 256 millimètres de pluie-. Les températures en été sont chaudes à très chaudes, avec des maxima moyens allant de 28 °C autour de Canberra et Queanbeyan à 22 °C sur les parties les plus hautes du plateau. Les nuits d'été peut être fraiches et, en hiver, le Monaro est la région la plus froide de l'Australie continentale en dehors des Alpes australiennes, avec une moyenne des minima en juillet de -0,3 °C à Canberra et -1,5 °C à Bombala.
La région possède aussi des collines moutonnantes qui s'achèvent par des pics extrêmement déchiquetés dans les monts Tinderry et des vallées peu profondes le long du cours supérieur de la Murrumbidgee. La chaine basaltique Monaro sépare les bassins de la Snowy River et de la Murrumbidgee. Parce que le climat dans les régions basaltiques est trop froid pour que la région puisse être vraiment mise en culture (Nimmitabel a eu des gelées en janvier, en plein été), l'industrie principale est l'élevage de moutons et de bovins de boucherie.
La Monaro Highway est la route principale reliant Canberra à la région de Monaro. Cooma et Bombala sont les principales localités de la région qui comprend aussi Berridale, Adaminaby, Delegate, Dalgety, Nimmitabel et Jindabyne.

## Source
- (en) Cet article est partiellement ou en totalité issu de l’article de Wikipédia en anglais intitulé « Monaro (New South Wales) » (voir la liste des auteurs).